# مارکو بیزلی
مارکو بیزلی (انگلیسی: Marco Beasley؛ زادهٔ ۲۶ فوریهٔ ۱۹۵۷) خواننده ایتالیایی آواز کلاسیک اهل ایتالیا است.

## پیشینه
مارکو بیزلی در سال ۱۹۵۷ در شهر پورتیشی در نزدیکی شهر ناپل به‌دنیا آمد. طی دوران تحصیلش در رشته موسیقی در دانشگاه بولونیا به مطالعه دو سبک اصلی اواخر رنسانس-رسیتار کانتاندو (recitar cantando) و چندصدایی مقدس و سکولار- پرداخت. او سپس فعالیت حرفه‌ای خود را در اجرا آغاز کرد و به سرعت روی صحنه مهم‌ترین سالن‌های اجرا روی صحنه رفت.
پژوهش‌های فردی او در باب تولید آوازی و وضوح متن‌های خوانده شده مورد استقبال بسیاری قرار گرفته‌است. در سال ۲۰۰۹ اتحادیه سالن‌های تئاتر و کنسرت هلند او را کاندید بهترین اجرای سال کرد.
او آلبوم‌های بسیاری دارد که بیشتر آن‌ها را با همکاری گروه آکوردون که در سال ۱۹۸۴ با همراهی گویدو مورینی و استفانو روکو تشکیل داد، ضبط کرده‌است. او در سال ۲۰۱۴ گروه را ترک کرد تا مسیری شخصی‌تر و مستقل‌تر را بدون ارتباط با نام گروه در پیش گیرد. آلبوم او با نام «داستان نیمه‌شب» در سال ۲۰۱۳ منتشر شد که در آن آواز بیش از پیش در قالب صدای یک روایت است؛ داستانی ژرف که با یک صدا حکایت می‌شود.
این هنرمند ۲۲ دی‌ماه ۱۳۹۶ در سی و سومین جشنواره موسیقی فجر در فرهنگسرای نیاوران تهران روی صحنه رفت.